# Славутский, Александр Яковлевич
Алекса́ндр Я́ковлевич Славу́тский (род. 27 ноября 1947 года, Челябинск) — советский и российский театральный режиссёр. Художественный руководитель — директор Казанского академического русского Большого драматического театра имени В. Качалова с 2007 года. Лауреат Государственной премии Республики Татарстан имени Габдуллы Тукая, лауреат премии Правительства Российской Федерации имени Ф. Волкова, депутат Государственного Совета Республики Татарстан пятого созыва. Народный артист Российской Федерации (1998), Народный артист Республики Татарстан (2011).

## Биография
Александр Славутский родился 27 ноября 1947 года в Челябинске.
- 1968[1] — Александр Яковлевич закончил профессиональную студию при Челябинском драматическом театре им. С. Цвилинга, работал артистом в Челябинском ТЮЗе.
- 1974 — закончил режиссёрский факультет Высшего театрального училища им. Б. Щукина, курс Б. Е. Захавы.
- В 1974—1979 — режиссёр-постановщик в Челябинском областном драматическом театре им. М. Горького (ныне — театр драмы и комедии «Наш Дом» в Озёрске), Новокузнецком драматическом театре.
- 1979—1981 — слушатель Высших театральных курсов при ГИТИСе им. А. Луначарского у А. Гончарова.
- 1981—1987 — главный режиссёр Читинского областного драматического театра. Стажировался в Москве в театре им. В. Маяковского.
- 1987—1993 — художественный руководитель Ростовского театра драмы им. М. Горького.
- 1993—1994 — художественный руководитель в московском театре им. К. С. Станиславского.
- С 1994 — главный режиссёр Казанского русского Большого драматического театра имени В. И. Качалова.
- С 2007 — художественный руководитель-директор этого же театра.
- С октября 2014 — депутат Государственного Совета Республики Татарстан пятого созыва

Является секретарём Союза театральных деятелей России и представителем Союза театральных деятелей РФ в Приволжском федеральном округе.
В 2022 году поддержал вторжение России на Украину, выступив против внутренних предателей, бандеровцев в искусстве, которые сбежали, спрятались и сейчас опять начинают выползать в перьях, в пыли, в патологиях разных на сцену.
Я горжусь нашей страной, нашими ребятами, которые отстаивают интересы России, и переживаю за них. И я считаю необходимым заявлять свою позицию. Не бывает искусства вне политики, как утверждают некоторые мои коллеги. Художник должен, обязан быть гражданином. Его творчество — это его взгляд на проблемы сегодняшнего дня, его отношение к ним. Я знаю и понимаю проблемы своей страны, но это моя страна, моя родина, и я всей душой болею за нее и не понимаю, почему я должен стесняться своей человеческой позиции. Если моя страна воюет, дети наши гибнут, что стыдного в том, чтобы поддержать ее. На экране на нашем фасаде транслируется буква «Z», и так будет, пока не закончится война, а закончится она нашей победой. Я в этом убежден.Александр Славутский, 2023 год.

## Творчество
Читинский драматический театр
- «Плутни Скапена» Ж. Б. Мольера
- «На всякого мудреца довольно простоты» А. Н. Островского
- «Триптих для двоих» С. Злотникова
- «Любовь и голуби» В. Гуркина
- «Рядовые» А. Дударева

Ростовский театр драмы имени М. Горького
- мюзикл «Скрипач на крыше» Д. Бока и Д. Стейна,
- «Дальше… Дальше… Дальше…» М. Шатрова,
- «Свалка» А. Дударева,
- «Кот домашний средней пушистости» В. Войновича,
- «Интердевочка» по киносценарию В. Кунина,
- «Американская шлюха» по киносценарию И. Квирикадзе.

Казанский большой драматический театр имени В. И. Качалова
- «Вишнёвый сад», А. П. Чехов
- «Банкрот», А. Н. Островский
- «Ревизор», Н. В. Гоголь
- «Пиковая дама», А. С. Пушкин
- «Роковые яйца», М. А. Булгаков
- «Горько!..», М. М. Зощенко
- «Скрипач на крыше», Д. Бок, Д. Стайн
- «Добрый человек из Сычуани», Б. Брехт
- «Трёхгрошовая опера», Б. Брехт, К. Вайль
- «Куриная слепота», Н. Коляда
- «Провинциальные анекдоты», А. Вампилов
- «Приключения Тома Сойера», М. Твен
- «Визит дамы», Ф. Дюрренматт
- «Квадратура круга», В. Катаев
- «Глумов», А. Н. Островский
- «Дядюшкин сон», Ф. М. Достоевский
- «Великий комбинатор», Ильф и Петров
- «Уважаемые граждане», М. Зощенко
- «Тайна дома Вернье» по повести «Нежданный гость» А. Кристи, Робер Тома
- «Любовь к трём апельсинам», М. Светлов по мотивам Карло Гоцци
- «Золотой ключик, или Приключения Буратино», А. Толстой
- «Семейный портрет с посторонним», С. Лобозёров
- «Доктор Айболит», К. Чуковский
- «Красная Шапочка», Е. Шварц
- «Пыль в глаза», Э. Лабиш
- «Иван-дурак и черти», Л. Устинов
- «Баба Шанель», Н. Коляда
- «Золотой слон», А. Копков
- «Теорема Печенкина, или Последний коммунист», В. Залотуха
- «Незабываемое. Женские голоса войны»
- «Безумный день, или Женитьба Фигаро», Пьер-Огюстен Бомарше
- «Брак по-итальянски», Э. Де Филиппо

Челябинский театр юного зрителя
- «Дождь лил как из ведра» А. Хмелика, М. Шатрова (1973)
- «Банкрот» А. Н. Островского (1994)

## Награды и признание
- Заслуженный деятель искусств РСФСР (28 марта 1986).
- Народный артист Российской Федерации (9 июля 1998) — за большие заслуги в области искусства[4].
- Государственная премия Республики Татарстан имени Габдуллы Тукая за спектакль «Скрипач на крыше» (2000).
- Вошёл в энциклопедическое издание «Гордость города Казани» (2005)
- Орден Дружбы (20 августа 2007) — за большой вклад в развитие отечественной музыкальной культуры и многолетнюю плодотворную деятельность[5].
- Премия Правительства Российской Федерации имени Фёдора Волкова за вклад в развитие театрального искусства Российской Федерации (30 июня 2010)[6].
- Народный артист Республики Татарстан (2011).
- Занесение в Книгу почёта Казани (22 ноября 2012)[7].
- Орден Почёта (30 мая 2018) — за большой вклад в развитие отечественной культуры и искусства, средств массовой информации, многолетнюю плодотворную деятельность[8]
- Специальная премия «Золотая маска» «За выдающийся вклад в развитие театрального искусства» (2021)[9].
- Орден «За заслуги перед Республикой Татарстан» (25 ноября 2021) — за особые заслуги в развитии культуры и искусства, многолетнюю плодотворную творческую деятельность[10].
- Медаль «100 лет образования Татарской Автономной Советской Социалистической Республики» (2022 год) — за существенный вклад в сохранение и приумножение культурно-духовного наследия Республики Татарстан[11].
- Орден «За заслуги в культуре и искусстве» (10 марта 2025) — за вклад в развитие отечественной культуры и искусства, многолетнюю плодотворную деятельность[12].

## Семья
- Жена — Светлана Романова, ведущая актриса театра;
  - Сын — Илья Славутский, ведущий актёр театра[13].